# U-Bahn-Station Währinger Straße
Währinger Straße is een metrostation in het district Alsergrund van de Oostenrijkse hoofdstad Wenen. Het station werd geopend op 1 juni 1898 en wordt bediend door lijn U6.

## Stadtbahn

### Stoom
In de tweede helft van de 19e eeuw groeide de Weense bevolking fors en werden meerdere kopstations van verschillende spoorwegmaatschappijen geopend. Om het vervoer tussen de buitenwijken en de binnenstad te verbeteren en de kopstations onderling te verbinden werd in 1892 besloten tot de aanleg van de Stadtbahn met vier lijnen waaronder de Gürtellinie die de vroegere verdedigingswerken rond de stad volgt. Het station werd in opdracht van de Commission für Verkehrsanlagen in Wien ontworpen door Otto Wagner en ligt, net als de andere stations van de Gürtellinie, op de plaats van een vroegere stadspoort. Het stationsgebouw werd in december 1895 opgeleverd en op 1 juni 1898 werd de Gürtellinie geopend.

### Elektrisch
Na de Eerste Wereldoorlog lag de Stadtbahn vanaf eind 1918, door een tekort aan kolen, geruime tijd stil totdat de Stadtbahn in 1925 werd heropend met elektrische tractie. De stadbahnlijnen G, GD en DG, alsmede tramlijn 18G deden het station aan. Het station was tot 1989 onderdeel van de laatste Stadtbahnlijn, terwijl de andere in 1925 door de gemeente overgenomen lijnen al rond 1980 tot metro waren omgebouwd. In 1938 werd Volksoper aan de naam toegevoegd nadat het operagebouw door de gemeente Wenen was overgenomen. Op de netkaart van juni 1939 is de toevoeging nog niet doorgevoerd, een maand later wel. In 1941 werd de toevoeging Städtische Oper, in 1947 Staatsoper (Volksoper) en in november 1959 weer Volksoper.

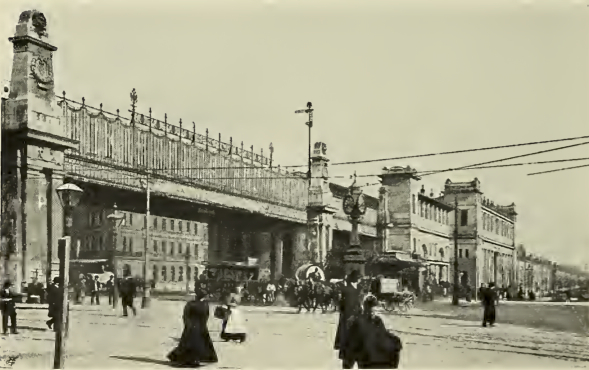
Het station in 1905.
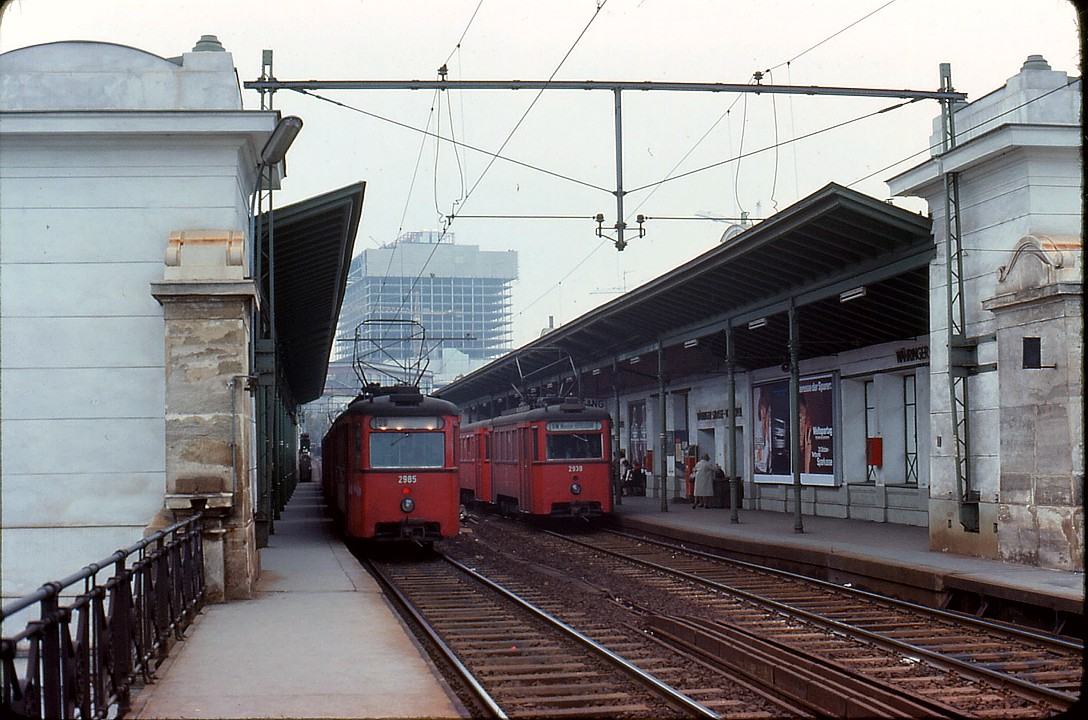
De sneltrams van de Stadtbahn in het station op 13 oktober 1977.

## Metro
Op 26 januari 1968 werd besloten om een metronet aan te leggen met drie lijnen. De nadere uitwerking van het metronet, de U-Bahn-Netzvariante M uit 1970, omvatte een veel groter net met verlengingen die pas later zouden worden toegevoegd. In dit grotere net was voor station Währinger Straße geen plaats. In plaats daarvan zou ten zuiden van de Volksoper een overstapstation komen tussen de U6 en de U2 komen, waarbij de U2 ten noorden van het station twee takken zou krijgen en ten zuiden van het station onder de Währinger Straße zou lopen. Het concept van vertakkingen buiten het centrum werd verlaten nadat in september 1981 de eerste dienst met een vertakking ernstige verstoringen in de dienstuitvoering veroorzaakte. De U2 naar Volksoper kwam er niet, net zomin als het overstapstation, het deel van de Gürtellinie ten noorden van Michelbeuren werd alsnog ook onderdeel van de U6. Bovendien werd gekozen om de U6 niet als de andere lijnen te voorzien van hoge perrons en een derde rail. De komst van lagevloertrams en de minimale veranderingen aan de stations bij behoud van de bovenleiding waren de redenen om voor deze oplossing te kiezen.
De stationsafkorting WS uit de begin tijd werd in de jaren 80 van de 20e eeuw gewijzigd in WA.

## Ligging en inrichting
Het viaductstation ligt in de middenberm van de Währinger Gürtel op de grens van het 9e en 18e district tussen de Währinger Straße en de Gentzgasse, met als adres Währinger Gürtel 104A.
Het statige station staat op de monumentenlijst en in nog grotendeels in originele staat met zuilen naast de ingangen en vele ornamenten. Een stationshal onder het Stadtbahn viaduct verbindt de beide bouwdelen aan weerszijden. De gevels worden opgedeeld door hoektorens en zijn ruimschoots van vensters voorzien. De decoratie heeft antieke voorbeelden, waarbij de door Wagner geliefde leeuwenkoppen onder de daklijsten. Zowel aan de oost- als de westzijde is het station toegankelijk via bordestrappen en de typerende groene klapdeuren. De stationshal met een bakstenen tongewelf is met trappenhuizen verbonden met de respectievelijke zijperrons. De perrons werden bij de komst van de metro aan de noordkant een paar meter verlengd om plaats te bieden aan de metrostellen. De toegang tot de later gebouwde liften ligt buiten het stationsgebouw. In het noordelijke deel van het stationsgebouw is een filiaal van de supermarkt Billa, het zuidelijke deel wordt door de Volksoper gebruikt als decoropslag en oefenruimte. Naast de westelijke uitgang staat een tabakskiosk. Het station is het hoogste van de monumentale viaductstations van de Stadtbahn. Naast het station zelf dragen ook de bruggen over de Währinger Straße en in het verlengde van de Fuchsthallergasse en Schulgasse met hun pylonen en de rijkelijke decoratie dragen bij aan het totaal beeld.

## Tram en bus
De westelijke uitgang ligt naast de sporen van en naar de tramremise Gürtel, hier stoppen de tramlijnen 40 en 41 onderweg van/naar de remise. Tussen 1907 en 1989 was hier een halte van lijn 8. Naast de trams stopt hier buslijn 40A naar Schottentor, de halte richting Döblinger Friedhof ligt iets noordelijker.
Ten zuiden van het station liggen onder het viaduct over de Währinger Straße de haltes voor de reguliere dienst van tram 40 en 41. Lijn 42 richting Antonigasse stopt onder de brug over de Schulgasse, in de richting Schottentor stopt deze op de hoek van Währinger Gürtel.

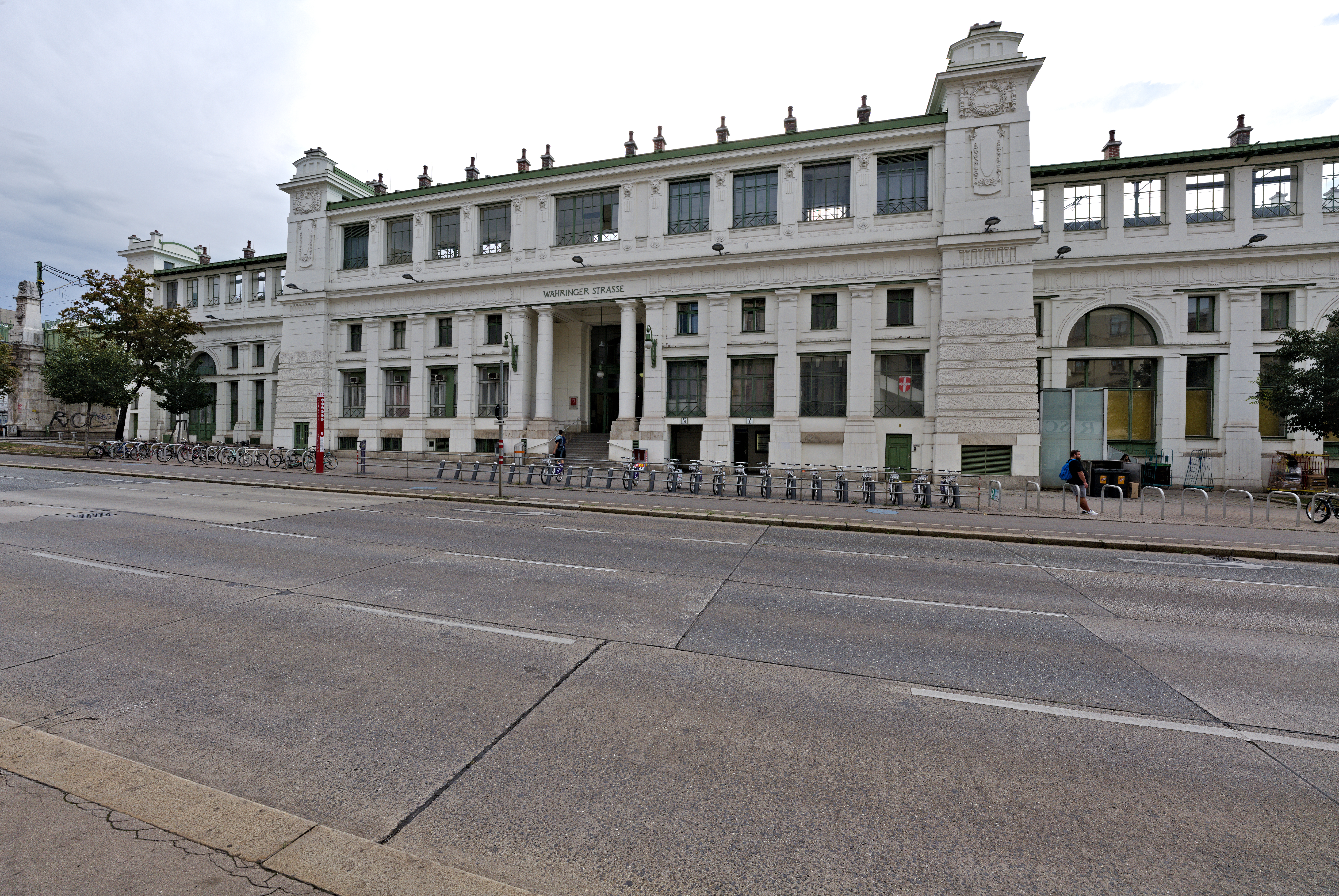
De oostgevel van het station.
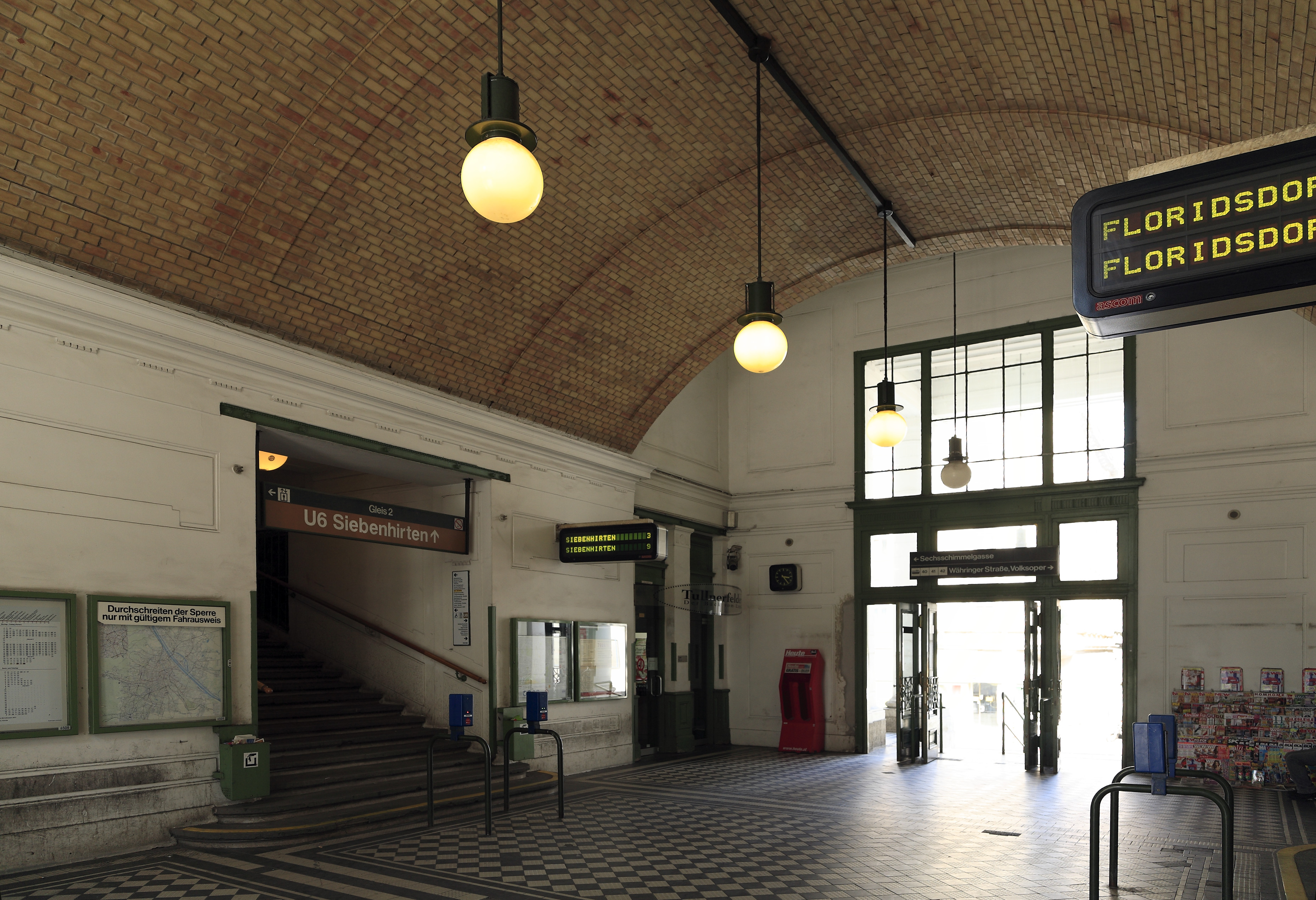
De stationshal met tongewelf.
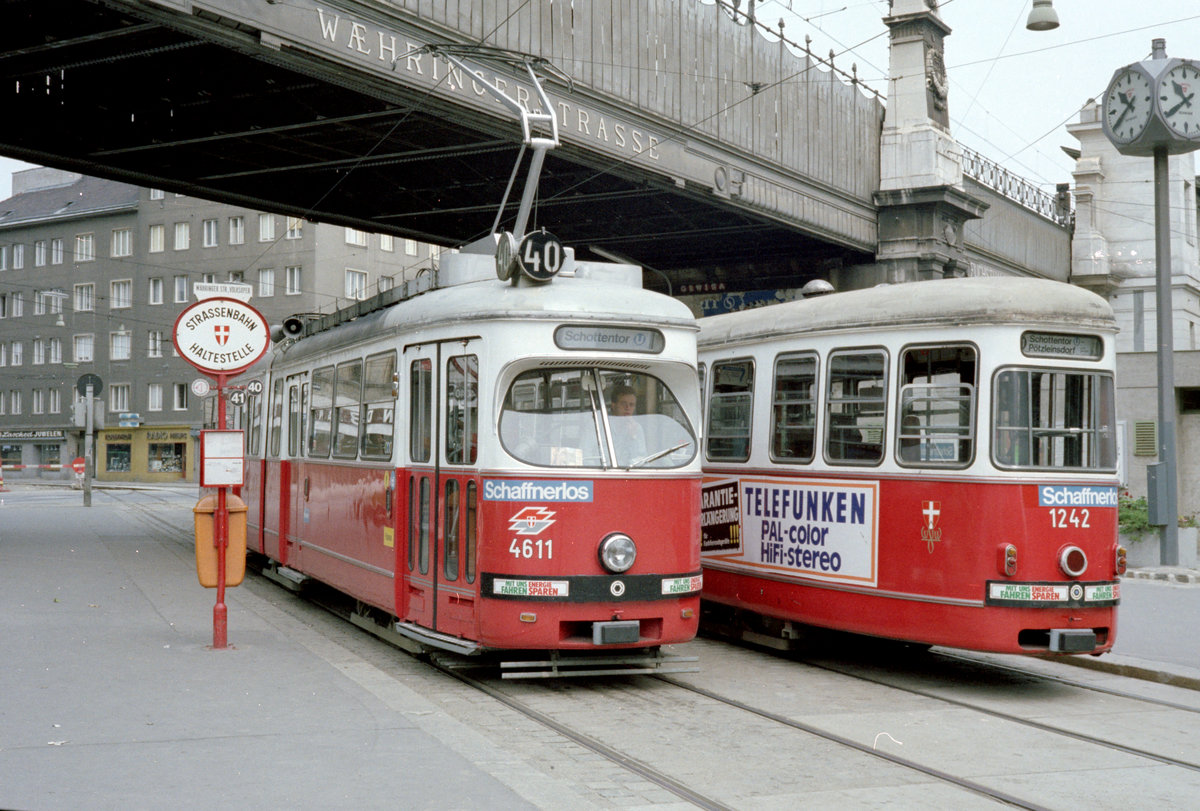
Trams bij de haltes in de Währinger Straße.